# Grobovi (Jalen)
Grobovi so drama Janeza Jalna iz leta 1936.

## Vsebina
V drami nastopa Polona, ki se je poročila z Mohorjem. On je gospodar Vrhovnikove kmetije. Do poroke je prišlo po njenem premisleku, ko je morala izbirati med bogatim Mohorjem in revnim Andrejem. Izkazalo se je, da je bila Mohorjeva kmetija kupljena z ukradenim denarjem. Polona trpi in je pripravljena za vsako ceno žrtvovati svoje udobje, da bi pred svetom poravnali krivico. V razplet dogajanja so vpletena tudi prikazovanja mrtvih, ki iščejo miru zaradi neporavnanih računov. Na koncu Polona umre in šele ko si Mohor in Andrej na njenem grobu sežeta v roke, so stvari poravnane.

## Objava in uprizoritve
Dramo je končal pomladi leta 1936 in z njo je želel zapolniti praznino v slovenski dramski literaturi, ustreči povpraševanju po primernih domačih odrskih besedil in z odrov pregnati takrat priljubljeno igro Mlinar in njegova hči.
Jalen je želel dramo objaviti v založbi Jugoslovanske knjigarne, a je bil zavrnjen. Nato je poskušal pri Prosvetni zvezi, a prav tako ni bilo odziva. Ko ga je zavrnila še Mohorjeva družba, se je odločil, da bo dramo izdal v samozaložbi. Natisnjena je bila z letnico 1936. Jalen]] je računal na množičen odziv ljudskih odrov, ki so po letu 1935, ko je prišlo do izboljšanih odnosov v javnem življenju, vsepovsod rasli. Na podeželju se je gradilo nove prosvetne domove, kjer se je tudi znova razmahnilo prosvetno delo tudi na katoliški strani. Jalnova pričakovanja so se vsaj deloma uresničila, saj so igro res prevzele številne podeželske igralske skupine.